# Nikko Boxall
Nikko Boxall (ur. 24 lutego 1992 w Auckland) – nowozelandzki piłkarz występujący na pozycji obrońcy. Od 2024 roku zawodnik Eastern Suburbs AFC.

## Kariera klubowa
Boxall jest wychowankiem klubu Auckland City. W 2011 roku przeniósł się do Stanów Zjednoczonych a konkretnie do drużyny uniwersyteckiej z Evanston Northwestern Wildcats. Następnie przez pół roku grał w niemieckim klubie SVN Zweibrücken. Później przeniósł się do Finlandii gdzie na przestrzeni 3 lat grał w dwóch klubach, w Vaasan Palloseura oraz KuPS. W 2018 roku został zawodnikiem duńskiego klubu Viborg FF. Po dwóch latach powrócił do Finlandii tym razem do klubu SJK Seinäjoki. Od 2022 roku zawodnik amerykańskiego klubu San Diego Loyal. 1 stycznia 2023 roku podpisał kontrakt z ówczesnym mistrzem Nowej Zelandii. W nowym zespole wystąpił tylko w jednym oficjalnym meczu podczas Klubowych mistrzostw świata. 7 lutego po niecałym miesiącu gry w klubie z Auckland przeniósł się do występującego w australijskiej A-League Wellington Phoenix FC.  

## Kariera reprezentacyjna
W 2011 roku Boxall rozegrał 4 spotkania w kadrze U-20. W 2018 roku podczas gdy był zawodnikiem Viborg FF dostał powołanie do pierwszej reprezentacji Nowej Zelandii. Zadebiutował 2 czerwca w meczu z Kenią podczas turnieju Intercontinental Cup rozgrywanego w Indiach. 

## Życie prywatne
Boxall ma brata Michaela, który również jest piłkarzem.